# Городские населённые пункты Вологодской области
Вологодская область России включает 23 городских населённых пункта, в том числе:
- 15 городов, среди которых выделяются:
  - 4 города областного значения (в списке выделены оранжевым цветом), из них в рамках организации местного самоуправления: 
    - 2 города образуют городские округа,
    - 2 города входят в соответствующие муниципальные районы;

  - 11 городов районного значения, которые в рамках организации местного самоуправления входят в соответствующие муниципальные районы.
- 8 посёлков городского типа (рабочих посёлков) — в рамках организации местного самоуправления входят в соответствующие муниципальные районы.

## Города
| №  | название      | район / город областного значения | мун.район / городской округ | население (чел.) | основание / первое упоминание | статус города | герб | прежние названия                 |
| -- | ------------- | --------------------------------- | --------------------------- | ---------------- | ----------------------------- | ------------- | ---- | -------------------------------- |
| 1  | Бабаево       | Бабаевский район                  | Бабаевский район            | ↘11 646          | 1902                          | 1925          |      |                                  |
| 2  | Белозерск     | Белозерский район                 | Белозерский район           | ↘8183            | 862                           | 862           |      | Белоозеро                        |
| 3  | Великий Устюг | Великий Устюг                     | Великоустюгский район       | ↘28 266          | 1147                          | 1147          |      | Устюг                            |
| 4  | Вологда       | Вологда                           | Вологда, ГО                 | ↗311 859         | 1147                          | 1147          |      |                                  |
| 5  | Вытегра       | Вытегорский район                 | Вытегорский район           | ↘10 292          | 1496                          | 1773          |      |                                  |
| 6  | Грязовец      | Грязовецкий район                 | Грязовецкий район           | ↘14 424          | 1538                          | 1780          |      | Грязовитский, Грязлевицы         |
| 7  | Кадников      | Сокольский район                  | Сокольский район            | ↘4022            | 1492                          | 1780          |      |                                  |
| 8  | Кириллов      | Кирилловский район                | Кирилловский район          | ↘7069            | 1397                          | 1776          |      |                                  |
| 9  | Красавино     | Великий Устюг                     | Великоустюгский район       | ↘5460            |                               | 1947          |      |                                  |
| 10 | Никольск      | Никольский район                  | Никольский район            | ↘7607            | XV век                        | 1780          |      | Никольский погост                |
| 11 | Сокол         | Сокол                             | Сокольский район            | ↘34 298          | 1615                          | 1932          |      | Соколово                         |
| 12 | Тотьма        | Тотемский район                   | Тотемский район             | ↘8647            | 1137                          | 1780          |      | Соль Тотемская, Усолье Тотемское |
| 13 | Устюжна       | Устюженский район                 | Устюженский район           | ↘7653            | 1252                          | 1252          |      |                                  |
| 14 | Харовск       | Харовский район                   | Харовский район             | ↘8361            | 1903                          | 1954          |      |                                  |
| 15 | Череповец     | Череповец                         | Череповец, ГО               | ↘298 790         | 1362                          | 1777          |      |                                  |

### Утратившие статус города
Сохранились, но потеряли статус города:
- Чаронда — ныне село. Город с 1708 по 1776 год.

## Посёлки городского типа
| № | название | район / город областного значения | мун.район             | население (чел.) | основание / первое упоминание | статус пгт | герб | прежние названия       |
| - | -------- | --------------------------------- | --------------------- | ---------------- | ----------------------------- | ---------- | ---- | ---------------------- |
| 1 | Вожега   | Вожегодский район                 | Вожегодский район     | ↘6015            | 1895                          | 1932       |      |                        |
| 2 | Вохтога  | Грязовецкий район                 | Грязовецкий район     | ↘5425            |                               | 1960       |      |                        |
| 3 | Кадуй    | Кадуйский район                   | Кадуйский район       | ↗11 373          |                               | 1947       |      |                        |
| 4 | Кузино   | Великий Устюг                     | Великоустюгский район | ↘801             |                               | 1938       |      |                        |
| 5 | Сазоново | Чагодощенский район               | Чагодощенский район   | ↘2680            | 1860                          | 1947       |      | до 1923 — Белые Кресты |
| 6 | Хохлово  | Кадуйский район                   | Кадуйский район       | ↘2094            |                               | 1979       |      |                        |
| 7 | Чагода   | Чагодощенский район               | Чагодощенский район   | ↘5603            | 1926                          | 1932       |      |                        |
| 8 | Шексна   | Шекснинский район                 | Шекснинский район     | ↘16 048          | XV век                        | 1954       |      | до 1954 — Никольское   |

### Утратившие статус пгт
- имени Желябова — пгт с 1945 года. Преобразован в сельский населённый пункт в 2000 году[11].
- Красавино — пгт с 1927 года. Преобразован в город в 1947 году.
- Молочное — пгт с 1948 года. Преобразован в сельский населённый пункт в 2004 году[12].
- Сокол — пгт с 1925 года. Преобразован в город в 1932 году.
- Суда — пгт с 1960 года. Преобразован в сельский населённый пункт в 1999 году.
- Тоншалово — пгт с 1989 года. Преобразован в сельский населённый пункт в 2004 году[13].
- Устье — пгт с 1932 года. Преобразован в сельский населённый пункт в 2004 году.
- Чёбсара — пгт с 1931 года. Преобразован в сельский населённый пункт в 2012 году.
- Харовск — пгт с 1932 года. Преобразован в город в 1954 году.